# 少正卯
少正卯（？—前500年），春秋时代鲁国大夫，名为卯，「少正」是周朝所设官职，后世的“姓-名”系统在当时乃未定型，冠职业名于本名之前的现象很常见。據說孔子三千弟子亦多次被其全部吸引走，致孔门“三盈三虚”，唯有七十二贤中的颜渊不为所动。孔子摄鲁相，七日而誅少正卯。事件最早出於《荀子》，之後《尹文子》、《說苑》、《孔子家語》、《史記》等書也有記載，其中除史記外均有「五惡」之說，至於爭奪弟子的說法首見東漢王充《論衡》，而早期的《左傳》、《國語》、《論語》、《孟子》等書則無記載和提及。少正卯未載於春秋戰國時期史冊，首次載入正史係從《史記》開始，然除身為大夫而「亂政」，以致被孔子所誅外，全無其他有關少正卯具體言行記載，亦未被其他同時期人物所提及，故有關孔子誅殺動機、少正卯的身分，乃至於該事件的真實性及少正卯本人的存在，都深受後世質疑與討論。

## 孔子誅少正卯的文獻來源
- 《尹文子·大道下》[2]與《荀子·宥坐篇》[3]的內容極為相似，僅少許文字有異，大意為：孔子為魯國司寇攝行相事，聽朝七天而誅殺了少正卯。門弟子就向孔子進言問說：「少正卯是魯國有名的聞人，夫子你治政就先誅殺他，難道沒有失措嗎？」孔子說：「坐下來，我同你說明其中緣故。人有惡行五種，盜竊還不算數；一是心通達於事而凶險，二是行為邪僻而堅持頑固，三是言詞偽詐而巧辯，四是所記都是怪異之事而又博學，五是順其非而為之解釋，這五種，有一種就不能免於被君子所誅殺，而少正卯五種兼而有之；所以居處足以聚徒成群，言談足以偽飾邪惡蠱惑大眾，剛愎足以反非為是而人不能傾移，這是小人之中的傑雄，不可以不誅殺。因此商湯誅殺尹諧，周文王誅殺潘止，周公誅殺管叔，姜太公誅殺華仕，管仲誅殺付里乙，子產誅殺鄧析史付，這七個人，都是不同時而邪心相同，不可以不誅殺。詩經裡說：『憂心悄悄然，為群小所怒。』小人成群，那就足以令人憂慮了。」
- 《史記·孔子世家》記載：「定公十四年，孔子年五十六，由大司寇行攝相事，......，於是誅魯大夫亂政者少正卯。」少正卯在此為「魯大夫亂政者」，並無「五惡」之說。
- 《孔子家語·始誅第二》[4]記載，在荀子的說法之外，進一步指出「門人」是子貢，誅殺地點明確記載為「兩觀之下」，甚至「屍於朝」，敘事趨於完整：孔子升為魯國的大司寇，並兼國相的職位......於是孔子開始執政，才七天就誅殺了大夫少正卯，並下令曝屍三天。子貢問孔子：「少正卯是魯國的名人，而您剛執政就下列誅殺，這樣是不是不太好？」孔子說：「坐下，我告訴你，天下有五種比竊盜殺人還嚴重的罪惡：第一是內心險惡卻深藏不露；第二是行為乖張而意志堅定；第三是言論偏頗卻辯才無礙；第四是認知邪惡而學識廣博；第五是對作惡的人廣施恩澤。這五大罪惡只要具備其中任何一樣，都應該誅殺，更何況少正卯是五種都有，少正卯以邪惡的言論蠱惑大眾，聚集各方罪惡的事例為他私人所用，是標準的奸雄，如果不早日除去，將會成為魯國的大患。以前商湯誅殺尹諧，周文王誅殺潘止，周公誅殺管叔，姜太公誅殺華仕，管仲誅殺付里乙，子產誅殺鄧析史付，這七個人，都是不同時而邪心相同，不可以不誅殺。詩經裡說：『憂心悄悄然，為群小所怒。』小人成群，那就足以令人憂慮了。」《孔子家語》具體說明案發地點在「兩觀之下」，甚至曝屍於朝，並且將事發後向孔子詢問動機的「門人」指出為子貢。
- 《說苑·指武》[5]記載：孔子任魯國司寇才七天，便在東觀之下殺了少正卯。孔子的學生得知後，都趕到孔子那裡，口裡不問，心裡的疑惑卻是共有的。子貢後來才到，大步向前問到：「少正卯，是魯國的名人，先生您剛剛執政，為什麼要先殺他？」孔子說：「賜啊！這不是你能理解的。行王道之人要殺的惡人有五種，而搶劫盜竊不在其中：一是明知是非卻居心險惡，二是言語虛假而善於巧辯，三是行為邪僻而頑固不化，四是專記醜陋之事而且記得很多，五是跟著做壞事並為之鼓吹。這五種人，都有明智通達的名聲，但不是真的。假如讓他們行詭詐，他們的智慧完全可以迷惑人心，他們的力量可以獨立於世，這是壞人中的雄傑，不能不誅殺。凡是犯有五種罪刑之一的人都難免被殺，現在少正卯兼而有之，所以先殺他。從前，商湯殺蠋沐，姜太公殺潘阯，管仲殺史付里，子產殺鄧析。這五位聖賢，未嘗不殺人，他們所殺的，並不是白天公開搶劫，晚上穿牆偷盜之人，而是一些能顛覆國家的傢伙。我們這麼做，本來就會被君子猜疑，被愚人誤解。《詩經》說：「內心十分憂愁，對眾小人十分惱怒。」我的心情就是這樣的！」《說苑》《孔子家語》之後，進一步將「兩觀之下」益加精準地指出為「東觀之下」。
- 《論衡·講瑞篇第五十》[6]記載：少正卯在魯國，與孔子齊名。孔子的門徒三次滿堂，三次跑光。只有顏淵不離開孔子，唯獨顏淵知道孔子是位聖人。弟子們離開孔子歸附少正卯，說明他們不僅不能識別孔子是位聖人，同時也不能識別少正卯的邪佞，弟子們都糊塗了。子貢說：「少正卯，是魯國有名望的人，您執政以後，為什麼首先要殺他呢？」孔子說：「端木賜，你走開吧，這不是你所能懂得的事。」

## 真伪判断

### 主張孔子未殺少正卯的判定依據

#### 文獻角度
- 南宋朱熹首先對孔子誅少正卯一事的真實性提出質疑[7]，孔子誅少正卯一事首見《荀子·宥坐篇》及《尹文子·大道下》，荀子生於前313年，尹文生於前360年，孔子逝於前479年，均生於孔子歿後百餘年，其間陸續完書的《莊子》、《國語》、《左傳》等非儒家著作也未見記載此事，荀子與尹文從何得知？少正卯為魯之聞人，於學術薈萃的魯國講學，尚能與孔子分庭抗禮，且使孔門弟子除顏淵外均曾數度轉投少正卯，達「三盈三虛」之譜，可見得在當世學術影響力之大，然而為何此人無一著作遺世，甚至沒有任何諸子百家著作引述或編造少正卯的言論思想？倘若少正卯在魯國權傾朝野，致能「亂政」，《國語》、《左傳》焉有不載？
- 《荀子》書中《大略》、《宥坐》、《子道》、《法行》、《哀公》、《堯問》等篇章，經西漢末年劉向校定，可能出自荀子弟子或後人之手，《尹文子》與《孔子家語》也被認為是偽書，或許多章節為後人補述，況且諸子百家之著作多為寓言故事，作者雖非惡意捏造，卻極可能假孔子之言述己之意，加以著作時間與事件發生時間區隔長達約兩個世紀，作為歷史材料價值自然極為有限，假使孔子誅少正卯一事為真，其理由未必真是《荀子·宥坐篇》所言之「五惡」，就如同宥坐篇另有一則記載陳蔡之圍之文章，孔子被困於陳蔡之間一事屬實，卻未必代表孔子曾以晉文公、越王勾踐、齊桓公等人自謂一般。
- 論語完全未記載有關少正卯事件的隻字片語，除了未說明少正卯之誅的事件本身外，也完全未提及此人的存在，更無有關其學說的抨擊言論（如孟子對楊墨之道的批判），而孔門弟子大規模「叛離師門」致孔門「三盈三虛」，對其講學事業理當是重大衝擊事件，事後卻沒有任何弟子提及過往出走的紀錄，顯然於理不合。論語編輯者對孔子曾有意投靠據費邑（今山東費縣）反叛的公山不狃，與在衛國為了獲得重用而走後門拜訪南子等「醜事」均不避諱，沒有理由單獨隱瞞此事。

#### 體制角度
- 少正是王室的一种官职，乃是正的副手，他的名是卯。也可能是另一种情况，少正卯并不是任職少正，而是他的先祖曾任少正之职，遂以此为姓。即便如此，按照当时封建的传统，他也算世卿之后，同样不是任何人可以随便处置的[8]，諸侯欲誅殺大夫尚且不易，何況大夫誅殺大夫？且春秋時期有「刑不上大夫」的思想，孔子對一同為大夫的貴族施以極刑竟如此果斷，顯有違封建禮俗，除非「誅」作「貶損、斥責」解，才可能是兩者符合身分關係的行為。
- 從孔子的身分來看，早期文獻說孔子為「司寇」後來說是「大司寇」，進而成為「攝魯相」，即代理魯相，最後扶正成為「魯相」，後世往往以為此「相」如同後世的「丞相」一般位高權重，實際上這是戰國時代晚期產物，春秋時代的「相」只是禮儀活動的贊儀人，不可能擁有司法權。再從「司寇」一職而言，也並非後世的刑部尚書、司法院長，而是類似治安官一類的角色，不可能有權力處置一個大夫，只是後世儒者幻想自己有朝一日能像孔子一般，掌握權力後消滅自己劃定的異端，從而爭相傳誦此事[8]。
- 按左傳襄公二十二年「夏，晉人徵朝於鄭，鄭人使少正公孫僑對」注:「少正，鄭卿官也。」正義:「十九年傳云，立子產為卿，知少正是鄭之卿官名也。春秋之時，官名變改，周禮無此名也。」按少正的官名，不僅為周禮所無，且除左傳襄公二十二年此一記載外，亦為先秦其他典籍所未見。在與魯有關的文獻中，更找不出有少正官名的痕跡。所以杜注認為是「鄭卿官」，意思是這只算鄭國官制中的特稱，這是他的謹慎。假使魯國也有此卿官的名稱，則春秋尚是「世卿」的時代，不僅孔子無權專殺，且在少正卯以前及其以後，何以無此一世卿譜系的痕跡。所以揑造此一故事的人，已經遠離世卿時代，故在人名的本身，不覺留下了這樣一個大漏洞。[9]

#### 思想角度
- 此事与孔子的思想观点相左，季康子曾向孔子請教「如殺無道，以就有道，何如？」孔子便答：「子為政，焉用殺？子欲善，而民善矣。君子之德，風；小人之德，草；草上之風，必偃。」查孔子於前500年任大司寇、攝相事，前497年開始周遊列國，季康子直到前492年才繼位為魯國季孫氏領袖，較可能發生前述對話的期間為前484年因冉有推薦邀孔子從衛返魯之後，當時誅少正卯之事應早已發生，季康子卻不援引反詰，孔子亦未刻意強調季康子所謂的「殺」，與當年對少正卯的「誅」之間的差異。
- 《荀子·王制》有「元惡不待教而誅」的說法，與此事件所欲表達的概念不謀而合，《荀子》著者極可能假借孔子之口述己之意。後來經過法家思想，專制政治，長期醞釀後，對其正式出現時期的合理推測，當在秦統一天下之後，或可視作為實行焚書坑儒所準備的謠言政勢之一。[9]

### 主張孔子曾殺少正卯的判定依據

#### 文獻角度
- 孔子誅少正卯之事，被多份文獻證實，其中不乏尊孔的著作，尤其荀子為儒家學術代表，司馬遷對孔子推崇備至，二人斷無栽贓孔子的動機。至於事件發生與荀子著書長達200年的時間無其他著作提及此事，可能是戰亂期間殘篇亡佚，或秦始皇焚書坑儒所致文獻被損毀，後世不可能看到先秦諸子百家全部著作，倘若僅以記載時間過晚而全盤否認事件真偽的話，敘述西周以前歷史的一切文獻紀錄都可以用同樣的理由加以否定。

#### 體制角度
- 孔子既攝魯相，以少正卯從未出現在任何歷史事件而言（即使根據《荀子》之說，具有龐大的社會影響力），可能為相對基層且無深厚實力或靠山的貴族，孔子誅少正卯乃上殺下，自然是可能的行為。

#### 思想角度
- 魯定公十年（前500年）魯國、齊國夾谷（今山東萊蕪）會盟時，齊景公安排倡優和侏儒對魯定公耍戲逗樂，藉此對其示威與羞辱，孔子厲聲斥責道：“匹夫而故意惑亂諸侯，其罪當誅。請命主事官員依法行事！”齊國的官員只得依法行刑，將他們處以腰斬。[10]

## 少正卯形象變異

### 正史記載
- 先秦史籍無此記載，甚至沒有少正卯這個人的紀錄，無論是直接出現或被其他人物論及。
- 《史記》稍微介紹少正卯為「魯大夫亂政者」外，餘皆不詳，亦未提及少正卯實際所做出的行為或孔子提出有關「心達而險、行僻而堅、言偽而辨、強記而博、順非而澤」的說法，但提及少正卯具有貴族身分。

### 思想著作
- 最早期文獻《荀子》記載少正卯心達而險、行辟而堅、言偽而辯、記醜而博、順非而澤，並將之與潘止、管叔、華仕、付里乙、鄧析、史付等人相比，對該人實際言行與作為無記載，甚至沒有指明少正卯的社會地位，只是「魯之聞人」，這個形象被《孔子家語》所承繼，但《孔子家語》比照《史記》稱呼少正卯為「亂政大夫」。
- 說苑進一步將「兩觀之下」益加精準地指出為「東觀之下」，不過對少正卯本人的敘述不脫《荀子》內容，身分比照史記為「亂政大夫」，直到東漢王充才給予少正卯學者色彩，論衡一書首先有孔子門下「三盈三虛」之說，對孔子誅少正卯的動機做出最完整的敘述，後世衍生為「妒殺」之說，少正卯從亂政佞臣轉變為孔子社會影響力方面的競爭者。
- 文化大革命期間，孔子被敘述為追求西周奴隸社會復辟的守舊派學者，少正卯則是新興地主階級政治思想上的代表，以講學為業，為人通古今之變、實行革新、鼓吹革新道理、醜化奴隸制度與宣揚反對奴隸制[11]。近代中國政法大學教授何兵也抱持相同觀點，認為從荀子與王充的簡短記載中，可看出少正卯是法家先驅。[12]

### 政治應用
- 西漢涿郡高陽人王尊被漢元帝拔擢為安定太守，查出五官椽張輔利用職權貪贓枉法，王尊把張輔比喻為少正卯，於是將張輔逮捕入獄，處以死刑。[13]
- 東漢光武帝時期大司徒伏湛在漢更始帝時期為平原太守。25年漢更始帝被赤眉將領張卬縊死後，天下兵起，湛獨晏然，撫循百姓。門下督謀為湛起兵，伏湛說：「孔子誅少正卯，為其惑眾也。」於是斬殺門下督。[14]
- 漢章帝時期太尉鄭弘將侍中竇憲比喻為少正卯一類奸臣[15]，並未實際造成被比喻者的死亡。
- 漢桓帝建和元年（147年），光祿勳杜喬繼胡廣之後任太尉一職，因梁冀擁立漢桓帝之後專擅朝政，大封梁氏一門為侯任官，杜喬上奏諫止，文中提及「大將軍梁冀兄弟姦邪傾動天下，皆有正卯之惡，未被兩觀之誅，而橫見式敘，各受封爵，天下惆悵，人神共憤」[16]，將梁冀比喻為少正卯，但是這並未造成被比喻者的死亡，反使杜喬被梁冀迫害致死。
- 漢桓帝延熹九年（166年），李膺任司隸校尉時，宦官張讓之弟張朔為野王縣令，貪殘無道，至乃殺孕婦，被李膺逮捕處決，張讓向漢桓帝訴冤，桓帝詔李膺入殿說明，李膺表示孔子任魯國司寇，七日而誅少正卯，如今他任官已有一旬才處置張朔，已嫌太慢了些。[17]
- 漢獻帝初平三年（192年），由於190年遷都長安以來，皇宮內缺少衣服，秋季七月的時候，漢獻帝有意發放繒製作，但李傕反對，認為皇宮內的人並非沒有衣服穿，當時尚書郎吳碩與李傕親近，便說「函谷關以東尚未平定，軍費浩繁，讓近幸穿著華服實屬欺負軍隊弟兄。」尚書梁紹上奏認為吳碩諂媚大臣，應比照孔子誅少正卯的故事，以懲姦偽。最後漢獻帝因吳碩是李傕親信，並未核准[18]，故並未造成被比喻者的死亡。
- 魏元帝景元四年（263年），鍾會向司馬昭進言：「康（嵇康）欲助毌丘儉，賴山濤不聽。昔齊戮華士，魯誅少正卯，誠以害時亂教，故聖賢去之。康、安（呂安）等言論放蕩，非毀典謨，帝王者所不宜容。宜因釁除之，以淳風俗」。是孔子誅少正卯案被引用於政治迫害的例證，並直接造成被比喻者死亡。
- 南朝宋前廢帝永光元年（465年），廢帝劉子業先後誅殺越騎校尉戴法興、太宰江夏王劉義恭、尚書令驃騎大將軍柳元景、尚書左僕射顏師伯、廷尉劉德願等人之後，下詔自評「朕位御三極，風澄萬，資鈇電斷，正卯斯戮。」[19]是首次由皇帝主動以孔子誅少正卯作為政治迫害用途的例證，並直接造成被比喻者死亡。
- 四川人龍昌期著書傳經，「以詭僻惑眾」，文彥博推薦他到朝廷擔任五品官，劉敞與歐陽修表示此人「違古畔道，學非而博」，不對他作出「少正卯之刑」已是萬幸，不可再行封賞，以免讓有識之士知道朝中無人[20]宋朝雖未收回成命，卻讓龍昌期畏懼而不敢受賜，並未實際造成被比喻者的死亡。
- 北宋蘇轍將呂惠卿比作「堯之四兇，魯之少正卯」，而且「並非普通的人，不應當以常法論罪」。[21]並未實際造成被比喻者的死亡。
- 宋哲宗元祐年間，王覿認為「今執政八人，而姦邪居半」，並以四凶與少正卯比喻呂惠卿，「黜一惡而天下之為惡者懼」[22]，但並未造成被比喻者死亡。
- 1140年金熙宗南侵宋朝，遭劉錡與岳飛抵抗而失利後，金朝統治階層陷入爭權鬥爭，兀朮（完顏宗弼）見金熙宗密奏：左丞相陳王希尹平時竊議黃權繼承（當時金熙宗無子，太子完顏濟安於1142年岳飛被殺當年才出生），“奸狀已萌，心在無君”，金熙宗隨即殺希尹及其二子，又殺右丞蕭慶，並下詔「慶迷國罔悛，欺天相濟，既致於理，咸伏厥辜，賴天之靈，誅於兩觀。」
- 宋寧宗慶元二年（1196年），沈繼祖追論程頤為偽學，遷監察御史。是年十二月，在韓侂胄支持下，沈繼祖聯合監察御史胡紘彈劾朱熹，論「不孝其親」、「不敬於君」、「不忠於國」、「玩侮朝廷」、「哭吊汝愚」、「為害風教」等六大罪，第六条又有“诱引尼姑以为宠妾”，“家妇不夫而孕”之言；還主張斬熹之首，以絕朱學，而史稱「慶元黨案」[23]，並說：「熹為大奸大憝，請加少正卯之誅，以為欺君罔世、污行盜名者戒。其徒蔡元定，佐熹為妖，亦請編管別州。」[24]。朱熹趕忙上書：“草茅賤士，章句腐儒，唯知偽學之傳，豈適明時之用”，並表示“深省昨非，細尋今是”[25][26]。
- 明朝政治人物陸萬齡於1627年上書，將魏忠賢比作孔子，將東林黨比作少正卯，建言将魏忠贤移入国子监，与孔子并尊[27]。

### 文化影響
- 梁竦的《悼騷賦》提到「彼仲尼之佐魯兮，先嚴斷而後弘衍。雖離讒以嗚邑兮，卒暴誅於兩觀。」
- 宋真宗大中祥符年間，孔子孔子四十五代孫孔道輔知寧州，真武廟出現一條大花蛇；出則不避來人，或伸頸吐舌，或品食供物；人皆以為神，孔道輔率部前往，那條大花蛇果然出來，孔道輔立即舉笏擊殺，由此孔道輔知名於天下。[28]石介聽聞這件事之後撰寫《擊蛇笏銘》，當中有「在魯為孔子誅少正卯刃」、「少正卯戮，孔法舉」、的文句。[29]
- 東晉經學家范甯（《後漢書》作者范曄的祖父）崇尚儒學，極為反對何晏、王弼等的玄學，認為二人之罪甚於夏桀、商紂，於是撰文將其斥為少正卯[30]。
- 東周列國志強化少正卯的「亂政大夫」形象，其人深受三桓與陽虎器重[31]。
- 中國大陸導演張黎於2010年推出以孔子為主角的電影《孔子春秋》，由袁文康扮演少正卯。少正卯與孔子、陽虎均為兒時玩伴，後來成為博學的政治家，法家思想先驅，主张革新，代表新興地主階級反對奴隸制度社會秩序，門下弟子多於孔子[32]。

## 評論

### 陸賈
作於漢高祖十一年（前196年）《陸賈新語·輔政第三》：君子遠熒熒之色，放錚錚之聲，絕恬美之味，疏嗌嘔之情。天道以大制小，以重顛輕。以小治大，亂度干貞。讒夫似賢，美言似信，聽之者惑，觀之者冥。故蘇秦尊於諸侯，商鞅顯於西秦。世無賢智之君，孰能別其形。故堯放驩兜，仲尼誅少正卯；甘言之所嘉，靡不為之傾，惟堯知其實，仲尼見其情。故干聖王者誅，遏賢君者刑，遭凡王者貴，觸亂世者榮。鄭儋亡齊而歸魯，齊有九合之名，而魯有干時之恥。夫據千乘之國，而信讒佞之計，未有不亡者也。故詩云：「讒人罔極，交亂四國。」眾邪合心，以傾一君，國危民失，不亦宜乎！

### 劉安
（前179年－前122年）《淮南子·氾論訓》：故聖人因民之所喜而勸善，因民之所惡而禁姦，故賞一人而天下譽之，罰一人而天下畏之。故至賞不費，至刑不濫。孔子誅少正卯而魯國之邪塞，子產誅鄧析而鄭國之姦禁，以近諭遠，以小知大也。

### 劉向
（前77年－前6年）
- 是以群小窺見間隙，緣飾文字，巧言醜詆，流言飛文，嘩於民間。故《詩》云：「憂心悄悄，慍於群小。」小人成群，誠足慍也。昔孔子與顏淵、子貢更相稱譽，不為朋黨；禹、稷與皋陶傳相汲引，不為比周。何則？忠於為國，無邪心也。故賢人在上位，則引其類而聚之於朝，《易》曰「飛龍在天，大人聚也」；在下位，則思與其類俱進，《易》曰『拔茅茹以其匯，征吉』。在上則引其類，在下則推其類，故湯用伊尹，不仁者遠，而眾賢至，類相致也。今佞邪與賢臣並在交戟之內，合黨共謀，違善依惡，歙歙訿訿，數設危險之言，欲以傾移主上。如忽然用之，此天地之所以先戒，災異之所以重至者也。自古明聖，未有無誅而治者也，故舜有四放之罰，而孔子有兩觀之誅，然後聖化可得而行也。今以陛下明知，誠深思天地之心，跡察兩觀之誅，覽『否』、『泰』之卦，觀雨雪之詩，歷周、唐之所進以為法，原秦、魯之所消以為戒，考祥應之福，省災異之禍，以揆當世之變，放遠佞邪之黨，壞散險詖之聚，杜閉群枉之門，廣開眾正之路，決斷狐疑，分別猶豫，使是非炳然可知，則百異消滅，而眾祥並至，太平之基，萬世之利也。[33]
- 昔堯誅四凶以懲惡，周公殺管蔡以弭亂，子產殺鄧析以威侈，孔子斬少正卯以變眾，佞賊之人而不誅，亂之道也。易曰：「不威小，不懲大，此小人之福也。」 五帝三王教以仁義而天下變也，孔子亦教以仁義而天下不從者，何也？昔明王有紱冕以尊賢，有斧鉞以誅惡，故其賞至重，而刑至深，而天下變。孔子賢顏淵，無以賞之，賤孺悲，無以罰之；故天下不從。是故道非權不立，非勢不行，是道尊然後行。

### 班固
東漢漢章帝建初四年（79年）白虎觀會議後，班固撰寫的《白虎通義·誅伐篇》提及：佞人當誅何？為其亂善行，傾覆國政。《韓詩內傳》曰：「孔子為魯司寇，先誅少正卯。」謂佞道已行，敵國政也。佞道未行，章明遠之而已。《論語》曰：「放鄭聲，遠佞人。」

### 王充
像子贡这样有才能，善于辨别奸佞的，尚且不能理解圣人的做法。凡夫俗儒见到圣人的做法，却认为自己能够理解，岂不是很无知！

### 顏含
顏含據說是顏淵後代，當時曾有人討論少正卯與盜跖之間，誰的罪過較大，顏含認為盜跖的罪惡表現於外，人們都知道他的行為人人得而誅之；但是少正卯的最過隱伏在內，除非是像孔子這樣的聖人，否則其他人不會發覺，因此少正卯的危害更大。

### 回父鑒
北魏宣武靈皇后臨朝，問百官施政得失，回父鑒回答：「孔子擔任司寇，十日而誅少正卯，周公執法也不袒護親兄弟，徐偃王專行仁義以致亡國，從古至今不行嚴刑峻法無以治國。」

### 劉晝
北齊文學家劉晝所著《劉子·心靈第二十二》提及：少正卯在魯，與孔子同時，孔子門人，三盈三虛，唯顏淵不去，獨知聖人之德也。......。以子貢之明，見不能見，知人之難也！

### 劉敞
北宋劉敞所撰《公是集》中有孔子的門人被同時在魯講學的少正卯吸引過去的故事，認為孔子誅少正卯是嫉賢。

### 蘇軾
- 問：古之為爵賞，所以待有功也。以為有功而後爵，天下必有遺善，是故有無功而爵者，六德六行以興賢能，是也。古之為刑罰，所以待有罪也。以為有罪而後罰，則天下必有遺惡，是故有無罪而罰者，行偽而堅，言偽而辯，學非而博， 順非而澤，以疑眾殺，是也。夫人之難知，自堯舜病之。惟幸其有功，故有以為賞之之名。惟因其有罪，故有以為罰之之狀。而天下不爭。今使無功之人，名之以某德而爵之；無罪之人，狀之以某惡而誅之。則天下不知其所從，而上亦將眊亂而喪其所守。然則古之人將何以處此歟？方今法令明具，政若畫一，然猶有冒昧以僥倖，巧詆以出入者，又況無功而賞、無罪而罰歟？古之人將必有以處此也。[38]
- 孔子為魯司寇七日而誅少正卯，或以為太速。此叟蓋自知其頭方命薄，必不久在相位，故汲汲及其未去發之。使更遲疑兩三日，已為少正卯所圖矣。[39]

### 司馬光
臣光曰：古之君子，邦有道則仕，邦無道則隱。隱非君子之所欲也。人莫己知而道不得行，群邪共處而害將及身，故深藏以避之。……至於飾偽以邀譽，釣奇以驚俗，不食君祿而爭屠沽之利，不受小官而規卿相之位，名與實反，心與跡違，斯乃華士、少正卯之流，其得免於聖王之誅幸矣，尚何聘召之有哉！

### 金世宗
金世宗完顏雍告訴服侍他的大臣說：「一般人多愛好做一些壞事，有天下的人難道沒辦法懲罰這些人，這樣哪裡能治平天下？孔子當官七天而殺少正卯，聖人都這樣了，何況一般人呢？」

### 王若虛
金朝王若虛認為此事不可思議，如果有其中提到的五惡中的一惡就要被誅殺，那麼世界上要被殺的就太多了。

### 羅大經
南宋文人羅大經認為孔子「卻萊人，墮三都，誅少正卯」是「聖賢而又豪傑」的做法

### 脫脫
元朝脫脫於《遼史·姦臣下》以此勸戒皇帝勿將共工、少正卯等「奸臣」當成忠臣而信任之，以致流毒宗社

### 何海鳴
孔子一生惟談仁義，然其生平所作事乃不能符其言，如殺少正卯，尤為最不講道理者也......夫君子之誅當作誅心論，遠之可也，豈君子必以殺人為能事乎？史又言少正卯與孔子同時，孔子之門人三盈三虛，孔子為大司寇，戮之于兩觀之下。是明明孔子與少正卯爭門人之多少。因為少正卯所敗，遂懷憤恨。及為大司寇，遂假權殺之也。縱事後善於文過，謂少正卯有五惡。然此五惡不成罪名，供君子之筆誅則可，供大司寇之按律懲辦，則無此律法也。如在今之世，是曰違法殺人，且原因于黨爭，假公以泄其私忿，當不能見直于人矣。嗟乎，少正卯當從何處呼冤哉！

### 胡適
孔穎達《正義》裏舉了「孔子為魯司寇七日而誅少正卯」的例子來解釋「行偽而堅，言偽而辯，學非而博，順非而澤以疑眾，殺」。故第二誅可以用來禁絕藝術創作的自由，也可以用來「殺」許多發明「奇技異器」的科學家。故第三誅可以用來摧殘思想的自由，言論的自由，著作出版的自由。

### 柏楊
《中國人史綱》：「『居心陰險，處處迎合人的意思。行為邪惡，不肯接受勸告。說的全是謊話，卻堅持說的全是實話。記憶力很強，學問也很淵博，但知道的全是醜陋的事情。自己錯誤，卻把錯誤潤飾為一件好事。』這種煙霧濛濛的抽象罪狀，說明凡是有權柄的人，都有福了，他們可以隨時把這項奇異的帽子扣到任何一個人頭上，而仍能振振有詞。」

## 相關史實
- 先秦文獻除了《荀子》、《尹文子》外，《管子·法禁篇》也有「行辟而堅，言詭而辯，術非而博，順惡而澤者，聖王之禁也」的文句，與此篇故事所述「心達而險，行辟而堅，言偽而辯，記醜而博，順惡而澤」之五惡高度相似，《荀子》、《尹文子》與《管子》均曾受戰國時代齊國稷下學派影響。
- 史記所錄此事發生時間為「定公十四年（前496年），孔子年五十六」，實際上「定公十三年（前497年）春，孔子年五十五」發生齊國贈送數十名歌妓給魯定公與季桓子，以及祭祀後不送祭肉給孔子事件，孔子隨即開始周遊列國，而孔子擔任魯國大司寇是在前500年，時年五十二歲，故少正卯事件應介於前500年至前497年之間。
- 《荀子》所記載，被孔子舉例與少正卯並稱之七人，尹諧、管叔、鄧析載於正史，華士僅在《韓非子》中出現，其餘事蹟不詳：
  - 尹諧——為夏桀的大臣，由於夏桀為帝期間荒淫無道，最終被商湯在鳴條之戰擊敗流亡而死。作為夏桀大臣的尹諧，也在這場混亂中被商湯殺死。[46]「尹」在當時疑似是官名，後世以官為姓演變為尹姓。
  - 潘止——也有文獻作「潘正」，舜的後裔於夏朝或商朝建潘子國，商朝末年被周文王所滅，其子孫遂以國名為潘姓[47]；周文王冊封第十五子畢公高讓其子伯季食採於潘邑，子孫也以國名為潘姓，故潘止可能是位於西岐周邊的一個部落酋長兵敗被殺，除此之外事蹟不詳。
  - 管叔——載於正史，周文王三子，與蔡叔度、霍叔處並稱周初三監，監護殷商遺民，後發動三監之亂反對周公。
  - 華士——根據荀子的弟子韓非所著《韓非子·外儲說右上》[48]姜太公被封於齊國，東海有隱居之士名叫狂矞、華士，兄弟二人約定說：「我們不臣服天子，不友善諸侯，自己種東西吃，自己挖井水喝，我們不求於人。沒有高官的名位，沒有國君的俸祿，不做官而靠自己的力氣。」姜太公派官吏捉拿並殺了他們。周公從魯國聽說這件事，派快速的驛傳問他說：「這二位是賢人，今天身為在位君主卻殺賢人，為什麼呢？」姜太公說：「現在有匹馬在這裡，樣子很像千里馬，是天下最好的馬。但是趕它不走，拉它不停，讓它往左不往左，往右不往右，則奴婢雖然卑賤，也不會靠它的腳。自認為是世間賢士，卻不為君主所用，行為很賢良卻不讓君主任用，這不是賢明的君主所能使他臣服的，也就像不可左右的千里馬，所以殺了他們。」
  - 付里乙——除號稱被管仲所殺外事蹟不詳。
  - 鄧析——死於前501年，但並非被子產所殺，而是當時的鄭國執政駟歂，可能是駟歂字「子然」產生的誤讀或誤記。子產死於前522年，當時孔子正值「三十而立」，此外子產以寬容納諫、廣開言路而聞名，且為孔子所稱譽[49]。
  - 史付——是名為「付」的鄭國史官，後代以付為姓[50]，除號稱被子產所殺外事蹟不詳，根據行文方式判斷，也可能與鄧析被殺的記載一樣與事實有所出入。
- 大部分版本紀錄中，孔子最後所引用的《詩經》文句，出自《邶風‧柏舟》，全文為：「泛彼柏舟，亦泛其流。耿耿不寐，如有隱憂。微我無酒，以敖以遊。我心匪鑒，不可以茹。亦有兄弟，不可以據。薄言往訴，逢彼之怒。我心匪石，不可轉也。我心匪席，不可卷也。威儀棣棣，不可選也。憂心悄悄，慍於群小。覯閔既多，受侮不少。靜言思之，寤辟有摽。日居月諸，胡疊而微？心之憂矣，如匪澣衣。靜言思之，不能奮飛。」文意上的意思是婦人遭受遺棄所做的閨怨詩，另有一說認為本詩篇為男性在朝失意，鬱鬱不得志所著。
- 少正卯在當時被稱為「聞人」（聞在古漢語里是聞達，出名的意思），他的後代就以聞人作為自己的姓氏，後來聞人氏把姓氏簡化為聞，世代相傳，就形成了聞這個姓氏。